# Пайн-Веллі (Нью-Джерсі)
Пайн-Веллі (англ. Pine Valley) — місто (англ. borough) в США, в окрузі Кемден штату Нью-Джерсі. Населення — 21 особа (2020).

## Географія
Пайн-Веллі розташований за координатами 39°47′14″ пн. ш. 74°58′32″ зх. д. / 39.78722° пн. ш. 74.97556° зх. д. (39.787210, -74.975558).  За даними Бюро перепису населення США в 2010 році місто мало площу 2,58 км², з яких 2,54 км² — суходіл та 0,04 км² — водойми.

## Демографія
Згідно з переписом 2010 року, у селищі мешкало 12 осіб у 4 домогосподарствах у складі 4 родин. Було 22 помешкання
Расовий склад населення:
| - 83,3 % — білих - 16,7 % — осіб інших рас |

До двох чи більше рас належало 0,0 %. Частка іспаномовних становила 16,7 % від усіх жителів.
За віковим діапазоном населення розподілялося таким чином: 16,7 % — особи молодші 18 років, 83,3 % — особи у віці 18—64 років, 0,0 % — особи у віці 65 років та старші. Медіана віку мешканця становила 42,5 року. На 100 осіб жіночої статі у селищі припадало 300,0 чоловіків;  на 100 жінок у віці від 18 років та старших — 233,3 чоловіків також старших 18 років.
Цивільне працевлаштоване населення становило 1 осіб. Основні галузі зайнятості: науковці, спеціалісти, менеджери — 100,0 %.